# Shandao
Shandao (ch. trad. : 善導大師 ; py : shàn dào dà shī ; jap. : 善導 / Zendō) (613-681) est un moine bouddhiste et un auteur de l’école bouddhiste de la Terre pure qui est importante en Chine, en Corée, au Viêt Nam et au Japon. Ses écrits ont eu une forte influence sur d’autres maîtres de la Terre pure, notamment Hōnen et Shinran au Japon.
L'école de la Terre pure chinoise le considère comme son troisième patriarche; pour le Jōdo shinshū japonais, il est le cinquième patriarche.

## Biographie
Shandao naquit à Sizhou dans l’actuelle province d’Anhui ou à Linzi dans la province de Shandong. Étant jeune, il entra dans la vie religieuse et se consacra à l’étude du sūtra de Vie-Infinie et du sūtra de Vimalakirti.
Un jour, en 641, il visita le temple de Daochuo, un maître réputé de l’école de la Terre pure qui était justement en train de donner une conférence sur le sūtra des Contemplations. Cette conférence le poussa finalement à suivre, et ensuite à diffuser, les enseignements de cette école.
Shandao s’installa au monastère du temple de Xiangji (ch. trad. : 香积寺 ; py : xiāng jī sì), dans la province de Shaanxi, qui continue d’honorer sa mémoire et ses œuvres.
Au cours de son existence, Shandao écrivit cinq œuvres majeures sur le bouddhisme de la Terre pure, ses Commentaires sur le sūtra des Contemplations étant parmi les plus influents.

## Enseignements
Shandao fut l’un des premiers à avancer que le salut par le bouddha Amitābha pouvait être réalisé simplement par le biais de son nom. La pratique du nianfo en tant que méthode particulière de dévotion au bouddha Amitābha était suffisante à elle seule.
Dans l’un de ses plus célèbres écrits, Shandao explique très longuement à quel point dire simplement le nom du bouddha Amitābha est suffisant au salut. Des siècles plus tard, les écrits de Shandao auront de vives répercussions chez Hōnen et sur le mouvement de la Terre pure au Japon, particulièrement les Commentaires sur le sūtra des Contemplations (ch. trad. : 觀經四帖疏 ; py : Guān jīng sì tiè shū ; Wade-Giles : Kuan-wu-liang-shou-fo-ching-shu), et notamment cette affirmation :

« Répète seulement le nom d’Amitābha de tout ton cœur. Que tu marches ou que tu sois immobile, que tu sois assis ou couché, ne cesse jamais sa pratique, ne serait-ce qu’un instant. C’est cette œuvre qui infailliblement aboutit au salut, car elle est en accord avec le Vœu originel de ce bouddha. »

Avant cela, Amitābha était intégré dans des pratiques plus larges, complexes et souvent difficiles, telles que celles présentes dans l’école Tiantai. Shandao utilisait souvent des images telles que la « Lumière et le Nom d’Amitābha » qui « embrasse » tous les êtres. Finalement, de tels écrits marquèrent un changement dans la façon dont les bouddhistes considèrent le salut par Amitābha.
Shandao a notamment enseigné les Trois esprits et les Quatre modes de pratique : dans ses Commentaires, une dévotion sincère envers Amitābha mène, à la longue, à trois esprits ou états d’esprit :
1. l’esprit absolument sincère ;
2. l’esprit profond, ou profondément croyant ;
3. l’esprit qui dédie ses mérites (ou bonnes œuvres) à la renaissance dans la Terre pure.

Dans les Hymnes de vénération de la naissance dans la Terre pure (ch. trad. : 往生禮讃 ; Wade-Giles : Wang-sheng-li-tsan)), Shandao enseigne les Quatre modes de pratique qui se développent par la dévotion envers le bouddha Amitābha :
1. la vénération manifestée envers Amitābha et les bodhisattvas de la Terre pure : Avalokiteśvara et Mahasthamaprapta ;
2. la pratique exclusive et spontanée de la récitation du nom d’Amitābha ;
3. la pratique ininterrompue, telle une routine ;
4. la pratique à long terme.